# Universidad del Mármara
La Universidad de Marmara (en turco Marmara Üniversitesi) es una universidad pública de Turquía. Se encuentra situada en la ciudad de Estambul, es considerada la segunda universidad más grande del país euro-asiático, con una matrícula de aproximadamente 52 mil estudiantes. La misión de la universidad es impartir y promover el conocimiento y valores consistentes en los estándares universales, reunir los cambios tecnológicos, sociales y culturales de una sociedad global, para la contribución de una sociedad informada, quienes, a su vez, puedan compartir sus conocimientos y valores. Su director es actualmente es el profesor Dr. Necla Pur, en funciones desde julio de 2006.

## Facultades
- Atatürk Facultad de Educación
- Facultad de Odontología
- Facultad de Farmacia
- Facultad de Artes y Ciencias
- Facultad de Bellas Artes
- Facultad de Derecho
- Facultad de Economía y Ciencias de la Administración
- Facultad de Teología
- Facultad de Comunicación
- Facultad de Ingeniería
- Facultad de Educación Técnica
- Facultad de Medicina
- Facultad de Educación de Salud